# أوليفر كريستنسن
أوليفر كريستنسن (بالدنماركية: Oliver Christensen) هو لاعب كرة قدم دنماركي في مركز الدفاع، ولد في 22 مارس 1999 في Kerteminde ‏ في الدنمارك. لعب مع نادي أودنسه.

## وصلات خارجية
- أوليفر كريستنسن على موقع الاتحاد الأوربي (الإنجليزية)
- أوليفر كريستنسن على موقع قاعدة بيانات كرة القدم.إي يو (الإنجليزية)
- أوليفر كريستنسن على موقع ناشيونال فوتبول تيمز (الإنجليزية)
- أوليفر كريستنسن على موقع Soccerway.com (الإنجليزية)
- أوليفر كريستنسن على موقع عالم كرة القدم.نت (الإنجليزية)